# Don't Go Breaking My Heart
"Don't Go Breaking My Heart" is een nummer van de Britse zangers Elton John en Kiki Dee. Op 21 juni 1976 werd het nummer uitgebracht als single.

## Achtergrond
"Don't Go Breaking My Heart" is geschreven door Elton John en Bernie Taupin onder hun pseudoniemen Ann Orson en Carte Blanche, en is geproduceerd door Gus Dudgeon. Het nummer was geschreven als een nabootsing van de Motown-stijl, en vooral van duetten die Marvin Gaye zong met onder meer de zangeressen Tammi Terrell en Kim Weston. Oorspronkelijk zou het nummer een duet worden tussen John en Dusty Springfield, maar zij sloeg het aanbod af omdat zij op dat moment te ziek was.
"Don't Go Breaking My Heart" verscheen nooit officieel op een studioalbum van John. Het was opgenomen tijdens de sessies voor Blue Moves, maar kwam niet op het album terecht. In 1995 verscheen het wel als bonustrack op een heruitgave van Rock of the Westies, oorspronkelijk uitgebracht aan het einde van 1975. "Snow Queen", de B-kant van de single, is geïnspireerd door de muziek van Cher en met name de Sonny & Cher-hits "I Got You Babe" en "The Beat Goes On", alsmede "Bang Bang (My Baby Shot Me Down)", een solonummer van Cher.
"Don't Go Breaking My Heart" werd de eerste nummer 1-hit in thuisland het Verenigd Koninkrijk voor zowel John als Dee en bleef zes weken op de nummer 1-positie van de UK Singles Chart staan. Ook in de Amerikaanse Billboard Hot 100 kwam de plaat op de nummer 1-positie terecht, waar de plaat vier weken bleef staan. Verder behaalde de plaat ook de hoogste positie in de hitlijsten in onder meer Australië, Canada, Ierland en Nieuw-Zeeland.
In Nederland was de plaat op vrijdagavond 23 juli 1976 Veronica Alarmschijf op Hilversum 3 en werd een enorme hit in de destijds twee landelijke hitlijsten op de nationale publieke popzender. De plaat bereikte de 2e positie in de  Nederlandse Top 40 en de 3e positie in de Nationale Hitparade. In de op Hemelvaartsdag 27 mei 1976 gestarte Europese hitlijst op Hilversum 3, de TROS Europarade, werd de nummer 1-positie behaald.
In België bereikte de plaat de 3e positie in zowel de voorloper van de Vlaamse Ultratop 50 als de Vlaamse Radio 2 Top 30. In Wallonië wed de 2e positie bereikt.
Het nummer werd afzonderlijk ingezongen. Elton John zong de muziekband in in het Canadese Toronto en Kiki Dee in de studio in Londen.
In 1994 nam John een nieuwe versie van "Don't Go Breaking My Heart" op, ditmaal in duet met RuPaul. Deze versie van de single, die meer in het house- en discogenre lag, behaalde ook wereldwijd de hitlijsten. In het Verenigd Koninkrijk kwam het nummer op de 7e positie terecht, terwijl het tot de 18e positie in de Eurochart Hot 100 wist te komen.
In Nederland kwam het niet in de Nederlandse Top 40 op destijds Radio 538 terecht en bleef steken op de 5e positie in de Tipparade, terwijl in de destijds nieuwe publieke hitlijst; de Mega Top 50 op Radio 3FM de 34e positie werd bereikt. 
In de beide Vlaamse hitlijsten kwam de single op de 33e positie terecht. In Wallonië werd geen notering behaald.
Het Franse duo Daft Punk gebruikte een sample uit het nummer voor het nummer Phoenix.

## Hitnoteringen

### Elton John & Kiki Dee

#### Nederlandse Top 40
| Hitnotering: 31-07-1976 t/m 02-10-1976 | Hitnotering: 31-07-1976 t/m 02-10-1976 | Hitnotering: 31-07-1976 t/m 02-10-1976 | Hitnotering: 31-07-1976 t/m 02-10-1976 | Hitnotering: 31-07-1976 t/m 02-10-1976 | Hitnotering: 31-07-1976 t/m 02-10-1976 | Hitnotering: 31-07-1976 t/m 02-10-1976 | Hitnotering: 31-07-1976 t/m 02-10-1976 | Hitnotering: 31-07-1976 t/m 02-10-1976 | Hitnotering: 31-07-1976 t/m 02-10-1976 | Hitnotering: 31-07-1976 t/m 02-10-1976 | Hitnotering: 31-07-1976 t/m 02-10-1976 |
| Week                                   | 1                                      | 2                                      | 3                                      | 4                                      | 5                                      | 6                                      | 7                                      | 8                                      | 9                                      | 10                                     |                                        |
| -------------------------------------- | -------------------------------------- | -------------------------------------- | -------------------------------------- | -------------------------------------- | -------------------------------------- | -------------------------------------- | -------------------------------------- | -------------------------------------- | -------------------------------------- | -------------------------------------- | -------------------------------------- |
| Positie                                | 15                                     | 7                                      | 5                                      | 2                                      | 3                                      | 4                                      | 8                                      | 19                                     | 32                                     | 36                                     | uit                                    |

#### Nationale Hitparade
| Hitnotering: 31-07-1976 t/m 25-09-1976 | Hitnotering: 31-07-1976 t/m 25-09-1976 | Hitnotering: 31-07-1976 t/m 25-09-1976 | Hitnotering: 31-07-1976 t/m 25-09-1976 | Hitnotering: 31-07-1976 t/m 25-09-1976 | Hitnotering: 31-07-1976 t/m 25-09-1976 | Hitnotering: 31-07-1976 t/m 25-09-1976 | Hitnotering: 31-07-1976 t/m 25-09-1976 | Hitnotering: 31-07-1976 t/m 25-09-1976 | Hitnotering: 31-07-1976 t/m 25-09-1976 | Hitnotering: 31-07-1976 t/m 25-09-1976 |
| Week                                   | 1                                      | 2                                      | 3                                      | 4                                      | 5                                      | 6                                      | 7                                      | 8                                      | 9                                      |                                        |
| -------------------------------------- | -------------------------------------- | -------------------------------------- | -------------------------------------- | -------------------------------------- | -------------------------------------- | -------------------------------------- | -------------------------------------- | -------------------------------------- | -------------------------------------- | -------------------------------------- |
| Positie                                | 15                                     | 6                                      | 4                                      | 3                                      | 3                                      | 4                                      | 7                                      | 14                                     | 25                                     | uit                                    |

#### TROS Europarade
Hitnotering: 29-07-1976 (1 week) en 12-08-1976 t/m 11-11-1976. Hoogste notering: #1 (1 week).

#### NPO Radio 2 Top 2000
| Nummer met noteringen in de NPO Radio 2 Top 2000 | '99 | '00  | '01  | '02  | '03  | '04  | '05  | '06  | '07  | '08  | '09  | '10  | '11-'18 | '19  | '20  | '21  | '22  | '23  | '24  |
| ------------------------------------------------ | --- | ---- | ---- | ---- | ---- | ---- | ---- | ---- | ---- | ---- | ---- | ---- | ------- | ---- | ---- | ---- | ---- | ---- | ---- |
| Don't Go Breaking My Heart                       | 931 | 1064 | 1106 | 1568 | 1702 | 1415 | 1851 | 1695 | 1763 | 1642 | 1944 | 1967 | -       | 1204 | 1271 | 1072 | 1184 | 1146 | 1549 |

1. ↑  Een '-' betekent dat het nummer niet was genoteerd en een vetgedrukt getal geeft de hoogste notering aan.

### Elton John & RuPaul

#### Mega Top 50
| Hitnotering: 19-03-1994 t/m 09-04-1994 | Hitnotering: 19-03-1994 t/m 09-04-1994 | Hitnotering: 19-03-1994 t/m 09-04-1994 | Hitnotering: 19-03-1994 t/m 09-04-1994 | Hitnotering: 19-03-1994 t/m 09-04-1994 | Hitnotering: 19-03-1994 t/m 09-04-1994 |
| Week                                   | 1                                      | 2                                      | 3                                      | 4                                      |                                        |
| -------------------------------------- | -------------------------------------- | -------------------------------------- | -------------------------------------- | -------------------------------------- | -------------------------------------- |
| Positie                                | 44                                     | 36                                     | 34                                     | 45                                     | uit                                    |